# Sigurd Thomsen
Sigurd Thomsen (24. februar 1887 i Ryslinge – 25. marts 1944 i København) var en dansk redaktør og modstandsmand. Han var far til Niels Thomsen.
Thomsen blev student fra Odense Katedralskole i 1906 . I 1912 debuterede han som forfatter med romanen Sværmerne. Han udgav i 1925 bogværket Dansk Provinspresse og blev senere politisk redaktør ved Social-Demokraten.
Under Besættelsen var han aktiv modstandsmand. Den 25. marts 1944 blev han skudt og dræbt ud for ejendommen Rådhuspladsen 45-47 i København, hvor der er opsat en mindetavle. Denne aften blev han på vej fra redaktionen til sit hjem anholdt af Gestapo, og da han nægtede at lade sig arrestere, blev han skudt ned.
Han er begravet på Vestre Kirkegård.

## Eksterne kilder
- Sigurd Thomsen på Dansk Forfatterleksikon